# Талия Шайър
Талия Шайър (на английски: Talia Shire) е американска актриса. Известна е с ролите на Кони Корлеоне в трилогията „Кръстникът“ и Ейдриън в поредицата „Роки“. 

## Биография
Родена е в Лейк Съсекс, Ню Йорк, в семейството на Пенино и Сармайн Копола.
Талия е сестра на известния режисьор и продуцент Франсис Форд Копола, и е леля на актьора Никълъс Кейдж и актрисата и режисьор София Копола. Племенница е на композитора и диригент Антон Копола.

## Избрана филмография
| година | филм              | оригинално заглавие    | роля                      | режисьор            |
| ------ | ----------------- | ---------------------- | ------------------------- | ------------------- |
| 1972   | Кръстникът        | The Godfather          | Констанца (Кони) Корлеоне | Франсис Форд Копола |
| 1974   | Кръстникът 2      | The Godfather Part II  | Констанца (Кони) Корлеоне | Франсис Форд Копола |
| 1976   | Роки              | Rocky                  | Адриана (Ейдриън) Пенино  | Джон Авилдсън       |
| 1979   | Роки II           | Rocky II               | Ейдриън Балбоа            | Силвестър Сталоун   |
| 1982   | Роки III          | Rocky III              | Ейдриън Балбоа            | Силвестър Сталоун   |
| 1985   | Роки IV           | Rocky IV               | Ейдриън Балбоа            | Силвестър Сталоун   |
| 1989   | Нюйоркски истории | New York Stories       | Шарлота                   | Франсис Форд Копола |
| 1985   | Роки V            | Rocky V                | Ейдриън Балбоа            | Джон Авилдсън       |
| 1990   | Кръстникът 3      | The Godfather Part III | Констанца (Кони) Корлеоне | Франсис Форд Копола |
| 1993   | Примка            | Deadfall               | Сам                       | Кристофър Копола    |